# Комарське
Кома́рське (рос. Комарское) — село у складі Зоринського району Алтайського краю, Росія. Адміністративний центр та єдиний населений пункт Комарської сільської ради.

## Населення
Населення — 631 особа (2010; 633 у 2002).
Національний склад (станом на 2002 рік):
- росіяни — 86 %